# I Lagh da Mürüsciola
Der I Lagh da Mürüsciola (italienisch, diminutiv, Ableitung von mür, lateinisch murus für ‚Mauer‘) ist ein Bergsee im Puschlav, oberhalb von Sfazù auf Gemeindegebiet von Poschiavo im Kanton Graubünden in den schweizerischen Alpen. Er liegt auf 2611 m ü. M.

## Lage und Umgebung
Der See liegt in den Livigno-Alpen auf der Südflanke des Corn da Mürasciola (2818 m). 

## Zugang
Zum See führt ein nicht markierter Wanderweg von Camp (2063 m) bzw. vom Rifugio Saoseo (1986 m) in der Val da Camp. Der See ist von dort aus in 1¾ Stunden erreichbar. Der Zugang ist vom Schwierigkeitsgrad T3.
Die Val da Camp ist für den allgemeinen Verkehr gesperrt. Zum Rifugio Saoseo und nach Camp verkehrt im Sommer jedoch eine Postauto-Linie von Sfazù an der Berninapassstrasse. Zu Fuss sind die Ausgangsorte in 1½ Stunden erreichbar.